# Circuito elettronico

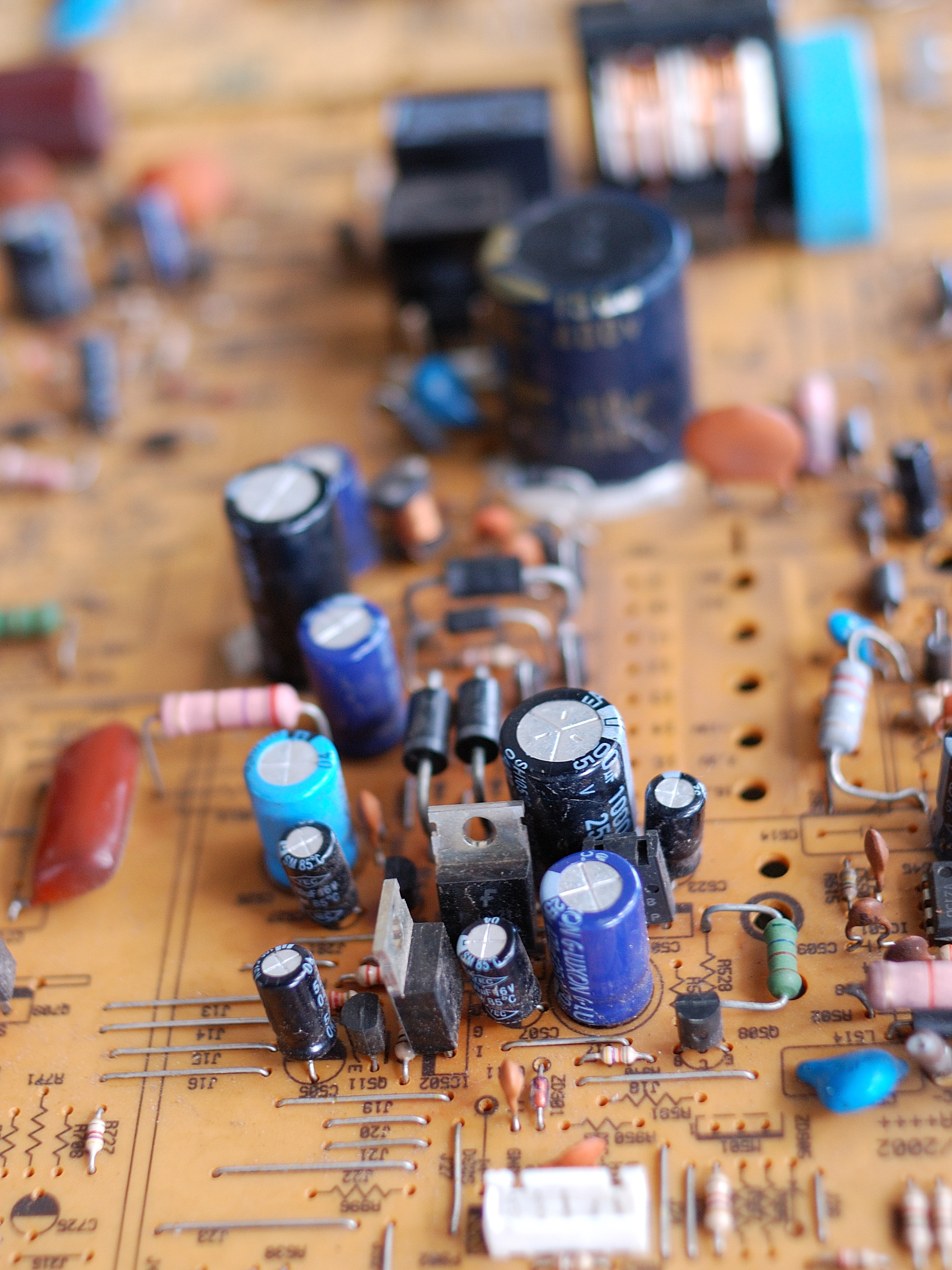

Un circuito elettronico è un circuito elettrico composto in massima parte da componenti elettronici, dedicati all'elaborazione di segnali informativi di natura elettromagnetica. Sono quindi una sottotipologia di circuiti elettrici, studiati invece dall'elettrotecnica, che in generale sono progettati prevalentemente per il trasporto e la conversione dell'energia elettrica.

## Classificazione
La tipologia dei segnali trattati e la loro modalità di trattamento consente di raggruppare i circuiti elettronici in varie categorie:
- Circuito lineare
  - Amplificatore
  - Oscillatore lineare
    - Oscillatore Hartley
    - Oscillatore Colpitts
    - Oscillatore Clapp

  - Filtro lineare
    - Filtro passa basso
    - Filtro passa alto
    - Filtro passa banda
    - Filtro Butterworth
    - Filtro Chebyshev
    - Filtro Bessel
    - Filtro ellittico

  - Convertitore
- Circuito non lineare
  - Alimentatore elettrico
  - Distorsore
  - Convertitore di frequenza
  - Modulatori e demodulatori
  - Circuiti digitali
  - Multivibratore
    - Multivibratore bistabile
    - Multivibratore monostabile
    - Multivibratore astabile

  - Reti logiche combinatorie
    - unità aritmetico/logiche (ALU)

  - Reti logiche sequenziali
    - Memorie
    - Processori
    - Filtro digitale
    - Computer

## Analisi e sintesi
Nell'analisi dei circuiti elettronici analogici si fa uso soprattutto di alcuni metodi dell'elettrotecnica come le leggi di Kirchhoff, la legge di Ohm, l'analisi ai nodi e alle maglie e concetti di teoria dei sistemi. Nell'analisi dei circuiti digitali si fa spesso riferimento all'Algebra di Boole.
Nella progettazione si usano anche qui concetti della teoria dei sistemi e tecniche del controllo automatico da essa derivate come il concetto di retroazione. In particolare qualunque circuito elettronico analogico lineare e tempo invariante (LTI) di cui non si conosce il comportamento ingresso-uscita può essere visto come un sistema a scatola nera per cui è lecito definire una funzione di trasferimento ingresso-uscita ed una corrispettiva risposta in frequenza.